# Deafula
Deafula (auch Young Deafula) ist ein US-amerikanischer Vampirfilm des gehörlosen Regisseurs Peter Wolf aus dem Jahr 1975. Der Film schildert die Verwandlung eines Theologiestudenten in einen Vampir. Die Dialoge des Films wurden fast ausschließlich in American Sign Language gebärdet. Er wurde in Schwarzweiß gedreht.
Der Titel des Films ist ein Wortspiel mit dem englischsprachigen Begriff für Gehörlosigkeit (deafness) und dem Namen der literarischen Figur Dracula.

## Handlung
Nach einer Reihe von rund 20 grausamen Morden verhärtet sich zunehmend der Verdacht des jungen blonden Theologiestudenten Steve Adams, er sei der Täter. Adams begibt sich auf eine Reise in seine eigene Vergangenheit, um die Ursache seiner regelmäßigen Verwandlungen in einen dunkelhaarigen blutrünstigen Vampir herauszufinden.
Während er zugleich von der Polizei gejagt wird, erfährt er schließlich, dass seine, damals mit ihm schwangere, Mutter von Dracula verführt worden war. Einer der ihn jagenden Polizisten ist der festen Überzeugung, er selbst sei der britische Vampirjäger Van Helsing, obwohl er offensichtlich ein US-Amerikaner ist.
Nachdem Adams von seinem im Sterben liegender Vater in die Hintergründe seiner bis in die Kindheit zurückreichenden Erinnerungslücken eingeführt wurde, versucht er in Folge, den Sarg des Vampirs zu finden, um den Fluch zu brechen. Nachdem Adams Dracula Ruhestätte gefunden hat, zieht er diesen den Pfahl aus der Brust, durch den der Vampir jahrelang ausgeschaltet worden war, um als Nächstes dem Geheimnis seiner Mutter nachzuforschen.

## Signscope
Deafula ist der einzige Film, der je das Verfahren Signscope verwendete, um statt traditionellen Dialogen Gebärdensprache als filmisches Stilmittel zu verwenden. Für Hörende wurden die gebärdeten Dialoge durch eine Stimme aus dem Off erläutert.

## Kritiken
Der Film erhielt sehr unterschiedliche Kritiken und blieb hinter den wirtschaftlichen Erwartungen zurück.

“How this movie has managed to avoid infiltrating greater cult circles is a mystery to me. The availability of the movie has probably been limited to sign language schools and community centers catering to the hearing impaired. […] It is high weirdness like few movies, occasionally exhibiting the style of other low budget vampire movies from the era such as […] Jess Franco’s Female Vampire (aka Loves of Irina, Bare Breasted Countess, etc.) albeit without any of the constant nudity and explicit sex scenes or the strange, dreamlike films of Jean Rollin. […] The end result is a lot more like Manos, The Hands of Fate than Rape of the Vampire. Strictly for fans of psychotronic movies, Deafula is the rarest kind of video novelty.”

“The movie itself is all over the board; it jumps from gritty to campy to moving to comic to pretentious so often that I don’t really know what to make of it.”

“Deafula is an indescribably demented film. […] Undoubtedly, the most bizarre aspect of this film is that the dialogue—every single word—is performed in sign language. There’s also a dubbed-in vocal track providing a literal (way too literal) translation for hearing audiences. As you might expect, this vocal track is as unintentionally hilarious as any poorly-dubbed martial arts film.”

“Thematically, the film proves accessible to a wide audience, as vampires are a firmly established fixture of the cinema. Additionally, shooting MOS saves on costly equipment and dampens cut-rate acting. DEAFULA appears to be a straightforward low budget black & white horror film. […] It took a while for me to realize that DEAFULA wasn’t taking itself very seriously. Aside from Deafula’s prominent proboscis and an in depth conversation about eating peanuts with the shells on, it wasn’t until a ‘signer’ with metal cans at the end of his arms instead of hands showed up that I knew DEAFULA was definitely made with comedy in mind!”

## Hintergrundinformationen
Der Film wurde in rund 500 Kinos vorgeführt. Es wurden massive Basslautsprecher an der Leinwand platziert, um den Gehörlosen ein körperliches Empfinden des Rhythmus zu ermöglichen. Hörende und gehörlose Zuschauer reagierten sehr unterschiedlich auf den Film.